# Agence qualité construction
Pour les articles homonymes, voir AQC.
L'Agence qualité construction (AQC) est une association loi de 1901 dont les missions sont de prévenir les désordres et d'améliorer la qualité de la construction. L'AQC est créée en 1982 par l’État pour être un observatoire des désordres. Ses missions sont d'intérêt général.
L'AQC informe les professionnels du bâtiment sur le sujet des désordres. Les moyens d'informations sont des plaquettes pour les professionnels ou les particuliers et également de sites internets dédiés, d'une revue ou d'applications.

## Historique
Le 19 octobre 1982, l’Agence pour la prévention des désordres et l’amélioration de la qualité de la construction est créée. Elle est financée par le Fonds de Compensation des risques de l'Assurance Construction (FCAC). En 1984, il est créé le dispositif Sycodés. La base de données SYCODÉS (SYstème de COllecte des DÉSordres) s’appuie sur les données fournies par les rapports des experts appelés par les assurances lors de la mise en œuvre de l’assurance Dommages-Ouvrage.

## Instances
Les adhérents de l'AQC, appelés « membres », regroupent des organisations professionnelles du bâtiment tels que la Fédération française du bâtiment, la CAPEB, l'UNSFA ou le SYNAMOME, et de l'assurance (Fédération française de l'assurance), des centres techniques comme le CSTB, des organismes de certification comme Qualitel et Qualibat, ainsi que le ministère chargé de la construction. Les membres étaient au nombre de quarante-quatre en 1999 et sont au nombre de 47 en 2020.
Comme toute association, l'AQC est composée :
- d'un conseil d'administration[4] ;
- d'un bureau[5].

## Organisation
L'AQC est organisée en cinq directions : la direction Prévention Construction, la direction Observatoire, la direction Prévention Produits mis en œuvre, la direction des Grands Programmes et la direction Communication.

### L'Observatoire
La direction Observatoire a pour but de quantifier les désordres récurrents, sériels ou potentiels : 
- connaissance des pathologies récurrentes dans les constructions existantes,
- identification des sinistres sériels,
- évaluation des sinistres potentiels liés aux évolutions performancielles (bâtiment à énergie positive par exemple), aux nouveaux modes constructifs ou des évolutions réglementaires ou normatives[6].

### Prévention Construction
La direction Prévention Construction traite des pathologies qui trouvent leur origine dans les défauts liés aux difficultés d’exécution ou aux interfaces entre les acteurs. Après identification des causes d’une pathologie, des outils sur les points sensibles sont élaborés et mis à disposition de la profession : il s'agit essentiellement de plaquettes d'informations pour les professionnels ou les particuliers et également de sites internets dédiés, d'une revue ou d'applications. Cela peut concerner des difficultés organisationnelles entre les acteurs ou des choix techniques en conception ou en exécution.

### Prévention Produits
La direction Prévention Produits se mobilise sur les pathologies relatives aux produits et procédés industriels et sur les textes qui régissent leur mise en œuvre. La durabilité des produits et la connaissance des techniques de mises en œuvre sont les principaux enjeux pour évaluer l’assurabilité et donc le développement de nouveaux procédés. Le pôle Prévention Produits accompagne les professionnels avec des publications orientées vers la maîtrise des risques liés à l’innovation.

### Secrétariat Grands Programmes
En lien étroit avec les pouvoirs publics et la filière Bâtiment, l’AQC assure depuis 2010 le secrétariat et la coordination de grands programmes nationaux pluriannuels d’accompagnement des professionnels autour des enjeux de qualité et de performance environnementale des bâtiments :
- le programme RAGE « Règles de l’Art Grenelle Environnement » (2010 à 2014) ;
- le programme PACTE « Programme d’action pour la qualité de la construction et la transition énergétique » (2015 à 2019) ;
- le programme FEEBAT « Formation des professionnels aux économies d’énergie dans le bâtiment » (depuis 2018) ;
- le programme PROFEEL « Programme de la filière pour l’innovation en faveur des économies d’énergies dans le bâtiment et le logement » (depuis 2019) ;
- le programme OMBREE « Programme inter Outre-mer pour des bâtiments résilients et économes en énergie » (depuis 2020)[9].

### Communication
La direction de la communication est chargée de la diffusion et de la valorisation des différentes productions de l'AQC au travers de son site internet, de sa chaine Youtube et ses différents réseaux sociaux. Elle publie une revue bimestrielle la revue Qualité Construction.